# Andrea Franke
Andrea Franke (* 7. März 1958 in Hamburg) ist eine ehemalige deutsche Verwaltungsbeamtin und Richterin. Von Dezember 2019 bis Juni 2022 war sie Staatssekretärin im Sächsischen Staatsministerium für Wissenschaft, Kultur und Tourismus.

## Leben
Franke machte nach dem Abitur eine Ausbildung zur Groß- und Außenhandelskauffrau, anschließend studierte sie Rechtswissenschaften in ihrer Heimatstadt. Sie war dann wissenschaftliche Mitarbeiterin am Institut für internationale Angelegenheiten (IIA) der Universität Hamburg. Danach war sie in Hamburg als Strafrichterin sowie am Verwaltungsgericht tätig.
Infolge der Wiedervereinigung Deutschlands kam sie 1991 nach Sachsen und war bis 1997 im Justizministerium in Dresden tätig. Sie wechselte 1998 als Richterin an das Sächsische Oberverwaltungsgericht in Bautzen und war im darauffolgenden Jahr Vorsitzende Richterin am Verwaltungsgericht Chemnitz. Nach einem weiteren Jahr wurde sie 2000 Abteilungsleiterin im Justizministerium. Sie war von 2001 bis 2005 erneut am Oberverwaltungsgericht tätig, bevor sie von 2005 bis 2008 Vizepräsidentin am Verwaltungsgericht Dresden war.
Seit 2008 ist sie wieder im Justizministerium tätig. Dort leitete sie bis zu ihrer Ernennung als Staatssekretärin die Abteilung II, die unter anderem für Öffentliches Recht zuständig ist. Des Weiteren war sie Präsidentin des Landesjustizprüfungsamtes. Von November 2014 bis Dezember 2019 war sie unter Staatsminister Sebastian Gemkow Staatssekretärin im Sächsischen Staatsministerium der Justiz. Im Dezember 2019 wurde sie zur Staatssekretärin für Wissenschaft im Sächsischen Staatsministerium für Wissenschaft, Kultur und Tourismus ernannt. Zu Ende Juni 2022 trat sie in den Ruhestand, zu ihrem Nachfolger wurde Andreas Handschuh berufen.